# Elatostema ellipticum
Elatostema ellipticum är en nässelväxtart som beskrevs av Hugh Algernon Weddell. Elatostema ellipticum ingår i släktet Elatostema och familjen nässelväxter. Inga underarter finns listade i Catalogue of Life.